# Thymus longicaulis
Il timo a fascetti (nome scientifico Thymus longicaulis Presl, 1826) è una pianta perenne della famiglia delle Lamiaceae.

## Etimologia
Il nome generico (Thymus) deriva da un antico nome greco usato da Teofrasto (371 a.C. – Atene, 287 a.C.), un filosofo e botanico greco antico, discepolo di Aristotele, autore di due ampi trattati botanici, per una pianta profumata utilizzata come incenso nei sacrifici. L'epiteto specifico (longicaulis) indica delle piante con lunghi gambi (solitamente con diramazioni evidenti).
Il nome scientifico è stato dato dal botanico e museologo ceco Karel Borivoj Presl (Praga, 17 febbraio 1794 – Praga, 2 ottobre 1852) nella pubblicazione "Flora Sicula (Presl) - 1: p. xxxvii. 1826" del 1826.

## Descrizione
Queste piante arrivano ad una altezza di 3 – 6 cm (massimo 30 cm). La forma biologica è camefita suffruticosa (Ch suffr), sono piante perenni e legnose alla base, con gemme svernanti poste ad un'altezza dal suolo tra i 2 ed i 30 cm (le porzioni erbacee seccano annualmente e rimangono in vita soltanto le parti legnose). In questa pianta sono presenti delle ghiandole essenziali.

### Radici
Le radici sono fascicolate e secondarie a partire dai nodi. Sono presenti inoltre dei fittoni legnosi e contorti

### Fusto
La parte aerea del fusto è repente (strisciante) e legnosa. Il fusto è tetragono, con una sezione subquadrangolare, a causa della presenza di fasci di collenchima posti nei quattro vertici. La superficie è ricoperta da peli deflessi (piegati verso il basso) lunghi 0,3 mm. Il tipo di copertura è "anfitrica", ossia i peli si trovano solamente sulle facce opposte, alternate ad ogni internodo.

### Foglie
Le foglie, subsessili, lungo il fusto sono disposte in modo opposto (in genere a 2 a 2) e ogni coppia successiva è disposta ad angolo retto rispetto alla sottostante. La forma della lamina varia da strettamente ellittica a lineare-spatolata. La proporzione fra larghezza/lunghezza varia da 1:4 a 1:5. La superficie superiore è glabra, quella inferiore è percorsa da nervi deboli (sono poco rilevanti è più o meno verdastri) appena anastomosati. Le foglie inferiori sono riunite in fascetti alla base dei rami (4 - 6 paia di foglie inserite su 6 – 8 mm di fusto), le altre sono progressivamente ingrandite verso l'apice. Non sono presenti stipole.

### Infiorescenza
Le infiorescenze sono formate da alcuni fiori raccolti in verticilli spicati eretti a forma da sferica a ovoide (le infiorescenze si trovano nella porzione superiore dei fusti). I verticilli sono terminali o (nel caso di infiorescenze allungate) ascellari distribuiti lungo il fusto più o meno spaziati. Le brattee dell'infiorescenza sono simili alle foglie.

### Fiore
I fiori sono ermafroditi, zigomorfi, tetrameri (4-ciclici), ossia con quattro verticilli (calice – corolla – androceo – gineceo) e pentameri (5-meri: la corolla e il calice, ossia il perianzio, sono a 5 parti). Lunghezza del fiore: 4 – 6 mm.
- Formula fiorale. Per la famiglia di queste piante viene indicata la seguente formula fiorale:

X, K (5), [C (2+3), A 2+2] G (2), supero, 4 nucule
- Calice: il calice del fiore è del tipo gamosepalo e distintamente bilabiato (zigomorfo), con forme campanulate (convesso sul dorso) e terminate con 5 denti acuti disuguali: tre denti per il labbro superiore; due denti per quello inferiore. La superficie del calice, pubescente, è percorsa da una decina di nervature (10 - 13) longitudinali. Le fauci sono pelose per peli cotonosi e candidi. Lunghezza del calice: 3 – 5 mm.
- Corolla: la corolla, gamopetala con le basi dei petali saldate in un tubo, è a simmetria bilabiata (zigomorfa) con struttura 1/3) terminante con 4 lobi patenti (due petali sono concresciuti). Il tubo è cilindrico-campanulato ed è ricoperto in parte dal calice. Il labbro superiore è piegato all'insù; il labbro inferiore ha tre lobi oblunghi. I lobi sono appena smarginati. Il colore è da rosa a purpureo. Lunghezza della corolla: 5 – 6 mm.
- Androceo: gli stami sono quattro (manca il mediano, il quinto) didinami (una coppia è più lunga); sono tutti fertili e sporgono spaziati dal tubo corollino. I filamenti, adnati alla corolla (= epicorollini), sono divergenti e ravvicinati al labbro superiore della corolla. Le antere, hanno forme più o meno arrotondate, mentre le teche sono due e separate. I granuli pollinici sono del tipo tricolpato o esacolpato.
- Gineceo: l'ovario è supero formato da due carpelli saldati (ovario bicarpellare) ed è 4-loculare per la presenza di falsi setti divisori all'interno dei due carpelli. La placentazione è assile. Gli ovuli sono 4 (uno per ogni presunto loculo), hanno un tegumento e sono tenuinucellati (con la nocella, stadio primordiale dell'ovulo, ridotta a poche cellule).[14]. Lo stilo inserito alla base e nel mezzo dell'ovario (stilo ginobasico) è del tipo filiforme e più o meno lungo come gli stami. Lo stigma è bifido con lobi subuguali. Il nettario è un disco alla base e intorno all'ovario più sviluppato anteriormente e ricco di nettare.
- Fioritura: fiorisce nel periodo che va da maggio a agosto.

### Frutti
Il frutto è uno schizocarpo composto da 4 nucule (tetrachenio) secche, con forme da ovoidi a oblunghe, con superficie liscia e glabra. La posizione è all'interno del calice persistente. L'endosperma è scarso o assente.

## Riproduzione
- Impollinazione: l'impollinazione avviene tramite insetti tipo ditteri e imenotteri, raramente lepidotteri (impollinazione entomogama).[8][15] La corolla bilabiata è un adattamento soprattutto all'impollinazione entomofila (o entomogama): il labbro superiore protegge gli elementi sessuali più esposti (stami e stimma), mentre il labbro inferiore con le sue colorazioni e screziature, chiamate "indicatori del miele", attira gli insetti pronubi e costituisce una comoda piattaforma di appoggio.
- Riproduzione: la fecondazione avviene fondamentalmente tramite l'impollinazione dei fiori (vedi sopra).
- Dispersione: i semi cadendo a terra (dopo essere stati trasportati per alcuni metri dal vento – disseminazione anemocora) sono successivamente dispersi soprattutto da insetti tipo formiche (disseminazione mirmecoria).

## Distribuzione e habitat

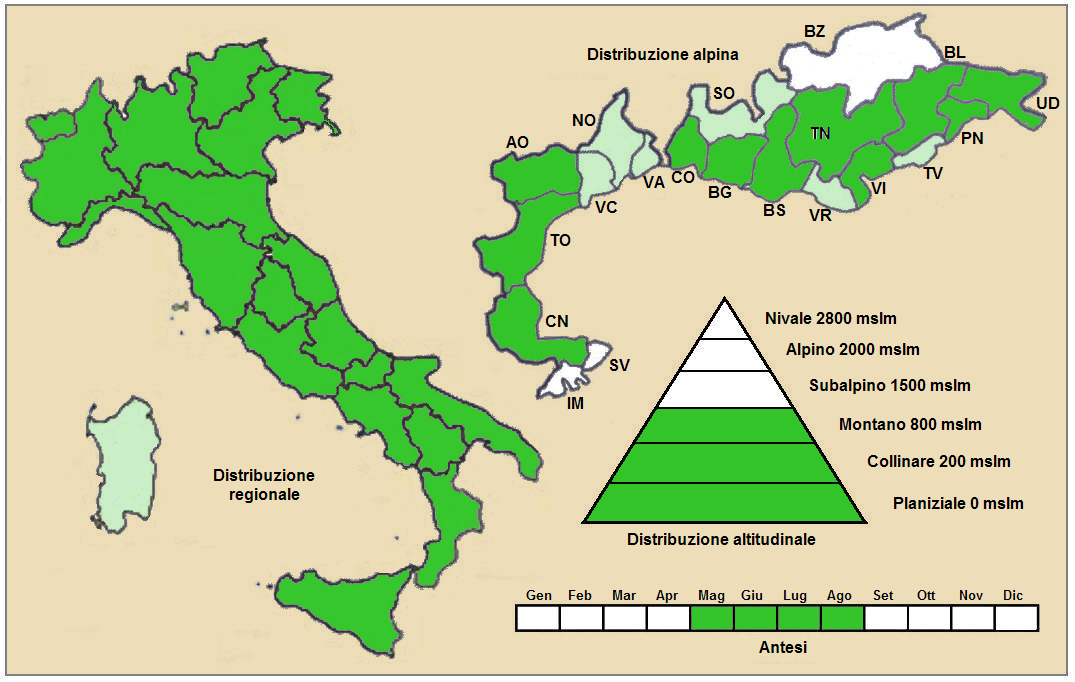
Distribuzione della pianta
(Distribuzione regionale – Distribuzione alpina)

- Geoelemento: il tipo corologico (area di origine) è Euri-Mediterraneo o anche Sud Europeo.
- Distribuzione: in Italia è una specie comune su tutto il territorio (Sardegna esclusa). Nelle Alpi ha una distribuzione discontinua. Fuori dall'Italia, sempre nelle Alpi, questa specie si trova in Francia (dipartimenti di Drôme, Isère e Savoia), Svizzera (cantoni Vallese e Grigioni), Austria (Länder del Tirolo Settentrionale) e Slovenia. Sugli altri rilievi europei collegati alle Alpi si trova nel Massiccio Centrale, Pirenei, Monti Balcani e Carpazi.[17] Si trova anche in Anatolia.[18]
- Habitat: l'habitat tipico sono i prati aridi e sassosi, ma anche gli affioramenti rocciosi, i muri e i ripari sotto roccia. Il substrato preferito è calcareo ma anche siliceo con pH neutro, bassi valori nutrizionali del terreno che deve essere arido.[17]
- Distribuzione altitudinale: sui rilievi queste piante si possono trovare fino a 1600 m s.l.m.; frequentano quindi i seguenti piani vegetazionali: collinare e montano (oltre a quello planiziale – a livello del mare).

### Fitosociologia
Dal punto di vista fitosociologico alpino Thymus longicaulis appartiene alla seguente comunità vegetale:
*Formazione: delle comunità a emicriptofite e camefite delle praterie rase magre secche.
*Classe: Festuco-Brometea.

## Tassonomia
La famiglia di appartenenza della specie (Lamiaceae), molto numerosa con circa 250 generi e quasi 7000 specie, ha il principale centro di differenziazione nel bacino del Mediterraneo e sono piante per lo più xerofile (in Brasile sono presenti anche specie arboree). Per la presenza di sostanze aromatiche, molte specie di questa famiglia sono usate in cucina come condimento, in profumeria, liquoreria e farmacia. La famiglia è suddivisa in 7 sottofamiglie: il genere Thymus è descritto nella tribù Mentheae (sottotribù Menthinae) appartenente alla sottofamiglia Nepetoideae.

### Variabilità interspecifica e specie simili
Il genere Thymus è molto difficile da "trattare" in quanto le varie specie sono molto simili ad un esame superficiale. Solamente dopo una analisi completa del portamento compreso l'apice vegetativo e i rami laterali è possibile identificare un campione. Fondamentalmente si possono trovare tre tipi di portamento:
- (1) "repente": i fusti sono striscianti e radicanti ai nodi e terminano con un apice solamente foglioso (i fiori si trovano solamente sui rami laterali eretti);
- (2) "pseudorepente": come sopra ma tutti gli apici sono fioriferi;
- (3) "suberetto": il fusto è brevemente strisciante e tutti gli apici sono fioriferi.

Importante nell'identificare le varie specie è anche il riconoscimento del carattere dei peli lungo il fusto: tipo, lunghezza e distribuzione. In particolare si riconoscono tre tipi di distribuzione dei peli:
- "olotrica": i peli sono distribuiti tutto intorno al fusto;
- "anfitrica": i peli si trovano solamente sulle facce opposte, alternate ad ogni internodo;
- "goniotrica": i peli sono presenti solamente sugli angoli del fusto.

Anche il tipo di nervatura delle foglie è soggetta a variabilità interspecifica. Si distinguono nervature "forti" quando i nervi sono più sporgenti e colorati diversamente (paglierino) rispetto alla superficie della foglia; e nervature "deboli" per nervi meno rilevanti e colorati più o meno di verde come le foglie.
La pianta di questa voce fa parte del Gruppo di Thymus serpyllum (Serpillo, Serpolino e Pepolino) comprendente (relativamente alla flora spontanea del territorio italiano) le seguenti specie (oltre a Thymus longicaulis): Thymus kosteleckyanus Opiz, Thymus praecox Opiz, Thymus odoratissimus Mill., Thymus oenipontanus Heinr. Braun, Thymus thracicus Velen., Thymus alpestris Tausch e Thymus pulegioides L.. Le specie di questo gruppo sono molto simili tra di loro e spesso vengono confuse le une con le altre; i caratteri comuni a questo gruppo sono:
- la forma biologica può essere sia camefita reptante (Ch rept) che camefita suffruticosa (Ch suffr): nel primo caso gli organi sono aderenti al suolo, con carattere strisciante, nel secondo caso sono piante perenni e legnose alla base, con gemme svernanti poste ad un'altezza dal suolo tra i 2 ed i 30 cm (le porzioni erbacee seccano annualmente e rimangono in vita soltanto le parti legnose); spesso si trovano forme intermedie;
- i fusti sono legnosi alla base, più o meno prostrati o striscianti e spesso radicanti ai nodi;
- le foglie hanno una consistenza coriacea; la pelosità è variabile;
- le infiorescenze sono dense con forme da sferiche a ovali, più o meno allungate; gli apici fioriferi sono eretti;
- il calice è lungo 3 – 5 mm; la fauci sono ricoperte da un ciuffo di peli bianchi e cotonosi;
- il colore della corolla è da purpureo a rosa; la corolla è lunga 5 – 6 mm;
- il frutto è incluso nel calice che è persistente;

L'habitat tipico per queste specie sono i prati aridi di tipo steppico, le pietraie e le rupi soleggiate.
Altre specie simili sono:
- Thymus praecox subsp. polytrichus (A.Kern. ex Borbás) Jalas (Thymus vallicola (Heinr.Braun) Ronniger nella Flora d'Italia): questa specie è simile a T. longicaulis ma ha i fusti più alti (1 - 2 dm) con foglie 2 - 3 volte più lunghe che larghe.
- Thymus illyricus Ronn.: questa entità da alcune checklist[9][16] è considerata "specie", mentre per altre[20] è un sinonimo di T. longicaulis. In tutti i casi è una varietà che si distingue per i fusti con i peli patenti lunghi 0,5 - 0,6 mm e le foglie villose su entrambe le facce. Distribuzione: Belluno, Valle d'Aosta, Alpi Marittime, Alpi Toscane e Salerno.

Per questa specie è riconosciuta come valida la seguente sottospecie:
- Thymus longicaulis subsp. chaubardii (Rchb.f.) Jalas, 1980 - Distribuzione: Penisola Balcanica e Anatolia.

### Ibridi
La specie di questa voce con la specie Thymus pulegioides L. forma l'ibrido:
- Thymus x carstiensis Velen.) Ronn. riconosciuto però da altre checklist[21] come sinonimo di Thymus serpyllum L. Distribuzione: da Venezia a Trieste (all'estero si trova in Istria).

### Sinonimi
Questa entità ha avuto nel tempo diverse nomenclature. L'elenco seguente indica alcuni tra i sinonimi più frequenti:
- Thymus adriaticus Velen. ex Ronniger
- Thymus areophilus Heinr.Braun
- Thymus brevicalyx Strobl
- Thymus callieri var. microcalyx Degen & Urum.
- Thymus chamaedrys var. pinifolius (Heuff.) Borbás
- Thymus dalmaticus (Rchb.f.) Freyn
- Thymus illyricus Ronniger
- Thymus kosaninii Ronniger
- Thymus lignosus Sennen
- Thymus longicaulis var. alternatus Jalas
- Thymus longicaulis var. illyricus (Ronniger) Jalas
- Thymus longicaulis var. intermedius Posp.
- Thymus longicaulis var. malyi (Ronniger) Jalas
- Thymus longicaulis subsp. moesiacus (Velen.) Cap
- Thymus longicaulis var. moesiacus (Velen.) Cap
- Thymus longicaulis var. salonitanus Ronniger
- Thymus lykae Degen & Jáv.
- Thymus malyi Ronniger
- Thymus moesiacus Velen.
- Thymus moesiacus var. adenocalyx Ronniger
- Thymus moesiacus var. adpressus Ronniger
- Thymus moesiacus var. bertisceus Ronniger
- Thymus moesiacus var. malyi (Ronniger) Markova
- Thymus moesiacus var. markgrafianus Ronniger
- Thymus moesiacus var. microcalyx Ronniger
- Thymus moesiacus var. turcicus Ronniger
- Thymus nikolovii Degen & Urum.
- Thymus rohlenae Velen. ex Röhl.
- Thymus serpyllum subsp. caroli Sennen & Ronniger
- Thymus serpyllum subsp. dalmaticus (Rchb.f.) Nyman
- Thymus serpyllum var. dalmaticus Rchb.f.
- Thymus serpyllum f. freynii Lyka
- Thymus serpyllum f. lengyelii Lyka
- Thymus serpyllum f. litoralis Lyka
- Thymus serpyllum var. litoralis (Lyka) Lyka
- Thymus serpyllum subsp. pinifolius (Heuff.) Lyka
- Thymus serpyllum var. pinifolius Heuff.
- Thymus serpyllum f. seniculus Lyka
- Thymus serpyllum subsp. subdalmaticus Lyka
- Thymus striatus var. longicaulis (C.Presl) Nyman
- Thymus thracicus var. byzantinus Ronniger
- Thymus thracicus subsp. nikolovii (Degen & Urum.) Cáp

Sinonimi per la sottospecie chaubardii:
- Thymus angustifolius var. chaubardii (Rchb.f.) Boiss. & Heldr.
- Thymus antalyanus Klokov
- Thymus boeoticus Heinr.Braun
- Thymus chaubardii (Rchb.f.) Celak.
- Thymus chaubardii var. boeoticus (Heinr.Braun) Ronniger
- Thymus chaubardii var. subisophylla Borbás
- Thymus chaubardii f. taygeteus (Ronniger) Cáp
- Thymus longicaulis var. antalyanus (Klokov) Jalas
- Thymus longicaulis var. ocheus (Heldr. & Sart. ex Boiss.) Baden
- Thymus longicaulis var. subisophyllus (Borbás) Jalas
- Thymus moesiacus var. subisophylla (Borbás) Ronniger
- Thymus ocheus Heldr. & Sart. ex Boiss.
- Thymus ocheus var. chaubardii (Rchb.f.) Jalas
- Thymus serpyllum var. chaubardii Rchb.f.
- Thymus serpyllum subsp. chaubardii (Rchb.f.) Nyman
- Thymus serpyllum var. ocheus (Heldr. & Sart. ex Boiss.) Nyman

## Altre notizie
Il timo a fusti allungati in altre lingue è chiamato nei seguenti modi:
- (DE)  Langstängliger Thymian
- (FR)  Thym à longues tiges